# Duitstalig kiescollege

Duitstalig kiescollege

Het Duitstalig kiescollege is een Belgische kiesomschrijving voor de Europese parlementsverkiezingen. De grenzen van het Duitstalig kiescollege komen overeen met de Duitstalige Gemeenschap. Het kiescollege werd in 1994 opgericht als derde kiescollege als afsplitsing van het Frans kiescollege, dat net als het Nederlands kiescollege sinds 1979 bestaat. Met zo'n 50.000 stemgerechtigde inwoners en één Europarlementariër is dit het kleinste kiescollege in Europese verkiezingen. Na Malta heeft het Duitstalig kiescollege bovendien het minste inwoners per verkozene.

## Lid van het Europees Parlement
- 1994–2014: Mathieu Grosch (Christlich Soziale Partei)
- 2014–heden: Pascal Arimont (Christlich Soziale Partei)

## Verkiezingsresultaten

### 1994
| Partij | Partij | Stemmen | %     | Verandering | Zetels | Zetels |
| ------ | ------ | ------- | ----- | ----------- | ------ | ------ |
|        | CSP    | 11.999  | 31,29 | N/A         | 1      |        |
|        | PFF    | 7.690   | 20,06 | N/A         | 0      |        |
|        | PDB    | 5.945   | 15,51 | N/A         | 0      |        |
|        | Ecolo  | 5.714   | 14,90 | N/A         | 0      |        |
|        | SP     | 4.820   | 12,57 | N/A         | 0      |        |
|        | Juropa | 1.969   | 5,14  | N/A         | 0      |        |
|        | PAB    | 205     | 0,53  | N/A         | 0      |        |
| Totaal | Totaal | 38.342  |       |             | 1      |        |

### 1999
| Partij | Partij | Stemmen | %     | Verandering | Zetels | Zetels |
| ------ | ------ | ------- | ----- | ----------- | ------ | ------ |
|        | CSP    | 13.456  | 36,47 | +5,18       | 1      |        |
|        | PFF    | 7.234   | 19,60 | −0,46       | 0      |        |
|        | Ecolo  | 6.276   | 17,01 | +2,11       | 0      |        |
|        | SP     | 4.215   | 11,42 | +1,15       | 0      |        |
|        | PDB    | 3.661   | 9,92  | −5,59       | 0      |        |
|        | Vivant | 1.198   | 3,25  | N/A         | 0      |        |
|        | Andere | 860     | 2,16  | N/A         | 0      |        |
| Totaal | Totaal | 36.900  |       |             | 1      |        |

### 2004
| Partij | Partij  | Stemmen | %     | Verandering | Zetels | Zetels |
| ------ | ------- | ------- | ----- | ----------- | ------ | ------ |
|        | CSP     | 15.722  | 42,49 | +6,02       | 1      |        |
|        | PFF     | 8.434   | 22,79 | +3,19       | 0      |        |
|        | SP      | 5.527   | 14,94 | +3,52       | 0      |        |
|        | Ecolo   | 3.880   | 10,49 | −6,52       | 0      |        |
|        | PJU-PDB | 3.442   | 9,3   | N/A         | 0      |        |
| Totaal | Totaal  | 37.005  |       |             | 1      |        |

### 2009
| Partij | Partij           | Stemmen | %     | Verandering | Zetels |
| ------ | ---------------- | ------- | ----- | ----------- | ------ |
|        | CSP              | 12.475  | 32,25 | −10,23      | 1      |
|        | PFF              | 7.878   | 20,37 | −2,42       | 0      |
|        | Ecolo            | 6.025   | 15,58 | +5,09       | 0      |
|        | SP               | 5.658   | 14,63 | −0,31       | 0      |
|        | ProDG            | 3.895   | 10,07 | +0,77       | 0      |
|        | Vivant           | 2.417   | 6,25  | N/A         | 0      |
|        | Europa de Weirte | 328     | 0,85  | N/A         | 0      |
| Totaal | Totaal           | 38.680  |       |             | 1      |

### 2014
| Partij | Partij | Stemmen | %     | Verandering | Zetels |
| ------ | ------ | ------- | ----- | ----------- | ------ |
|        | CSP    | 11.739  | 30,36 | −1,89       | 1      |
|        | Ecolo  | 6.440   | 16,66 | +1,08       | 0      |
|        | PFF    | 6.204   | 16,05 | −4,32       | 0      |
|        | SP     | 5.841   | 15,11 | +0,48       | 0      |
|        | ProDG  | 5.113   | 13,22 | +3,15       | 0      |
|        | Vivant | 3.328   | 8,61  | +2,36       | 0      |
| Totaal | Totaal | 38.665  |       |             | 1      |

### 2019
| Partij | Partij     | Stemmen | %     | Verandering | Zetels |
| ------ | ---------- | ------- | ----- | ----------- | ------ |
|        | CSP        | 14.247  | 34,94 | +4,60       | 1      |
|        | Ecolo      | 6.675   | 16,37 | −0,29       | 0      |
|        | ProDG      | 5.360   | 13,14 | −0,08       | 0      |
|        | PFF-MR     | 4.684   | 11,49 | −4,56       | 0      |
|        | SP         | 4.655   | 11,42 | −3,70       | 0      |
|        | Vivant     | 4.550   | 11,16 | +2,56       | 0      |
|        | DierAnimal | 606     | 1,49  | +1,49       | 0      |
| Totaal | Totaal     | 40.777  |       |             | 1      |

### 2024
| Partij | Partij | Stemmen | %     | Verandering | Zetels |
| ------ | ------ | ------- | ----- | ----------- | ------ |
|        | CSP    | 15.169  | 34,93 | −0,01       | 1      |
|        | ProDG  | 7.134   | 16,43 | +3,28       | 0      |
|        | PFF-MR | 5.891   | 13,57 | +2,08       | 0      |
|        | Vivant | 5.281   | 12,16 | +1,00       | 0      |
|        | SP     | 5.131   | 11,82 | +0,40       | 0      |
|        | Ecolo  | 4.819   | 11,10 | −5,27       | 0      |
| Totaal | Totaal | 43.425  |       |             | 1      |